# Bonne de Pons d'Heudicourt
Bonne de Pons d'Heudicourt (Poitou, 1641 - Parijs/Versailles, 1709 was een Franse edelvrouwe en maîtresse van koning Lodewijk XIV van Frankrijk.

## Biografie
Bonne de Pons was een nicht van maarschalk César d'Albret en Madame de Montespan. Ze kwam al op jonge leeftijd naar het koninklijke hof waar ze onder de bescherming kwam van Filips van Orléans, de jongere broer van Lodewijk XIV. Bij zijn huwelijk met Maria Theresia van Oostenrijk was Bonne de Pons bruidsmeisje en vervolgens werd ze een minnares van de Franse koning. Haar rol aan het hof was gering en ze keerde uiteindelijk terug naar Parijs.
In Parijs huwde ze met de markies van d'Heudicourt, Michel Sublet. Na haar huwelijk keerde ze terug aan het Franse hof, maar haar positie van maîtresse was reeds ingenomen door de Madame de Montespan. Ze verbleef aan het hof totdat ze in 1672 uit de gratie viel nadat ze de liefde tussen de koning en zijn nieuwe maîtresse en de buitenechtelijke kinderen die hij erop nahield had geopenbaard. Nadat Madame de Maintenon vijf jaar later de positie naast de koning had ingenomen, kon Bonne de Pons d'Heudicourt weer terugkeren naar het hof.